# USS Long Island (CVE-1)
USS Long Island (CVE-1) byla eskortní letadlová loď Námořnictva Spojených států amerických, která byla přijata do služby v červnu 1941. Jednalo se o jednu ze dvou jednotek třídy Long Island.

## Výzbroj
Long Island byla vyzbrojena jedním 127mm kanónem a dvěma 76mm kanóny.

## Galerie

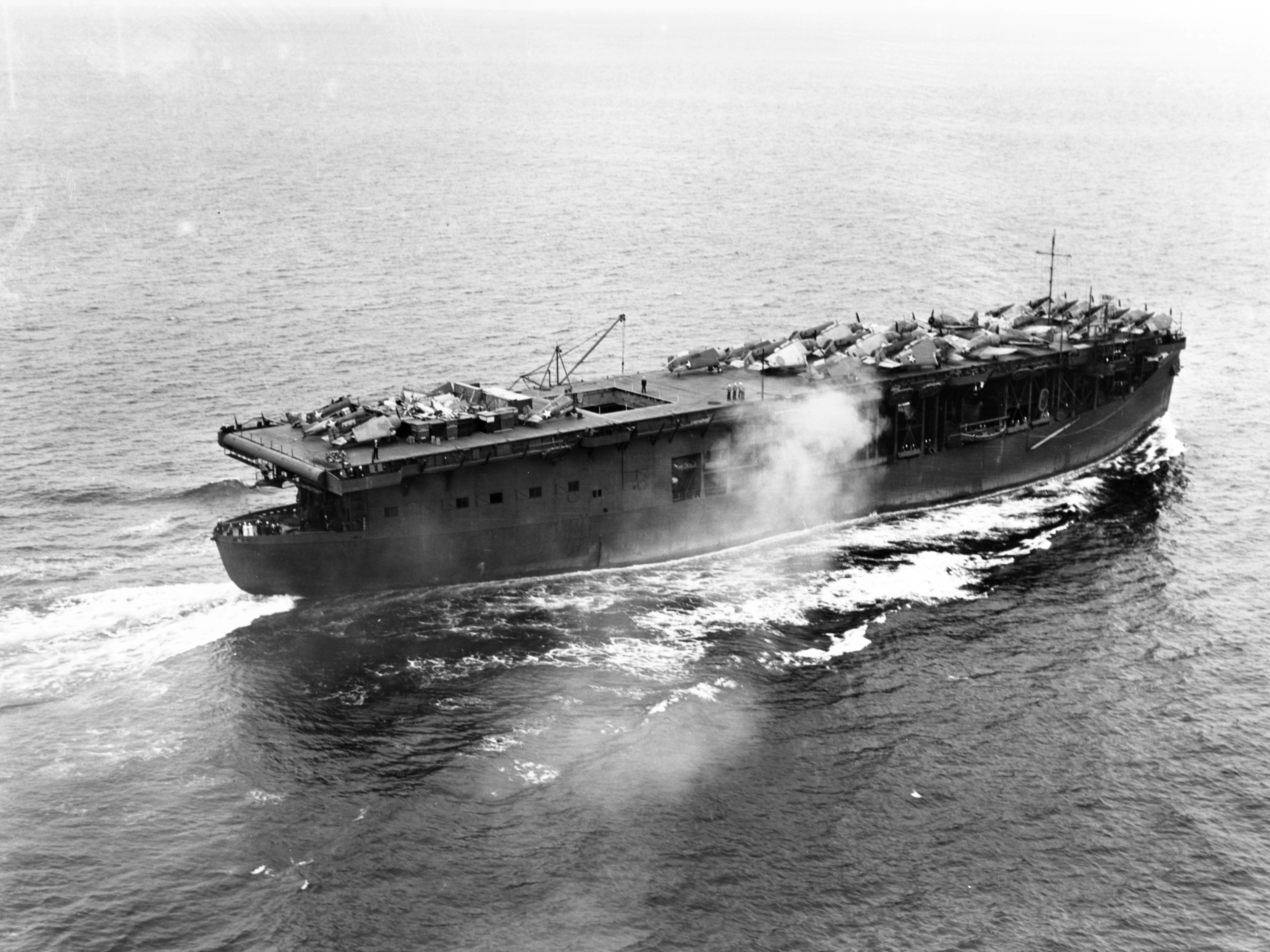
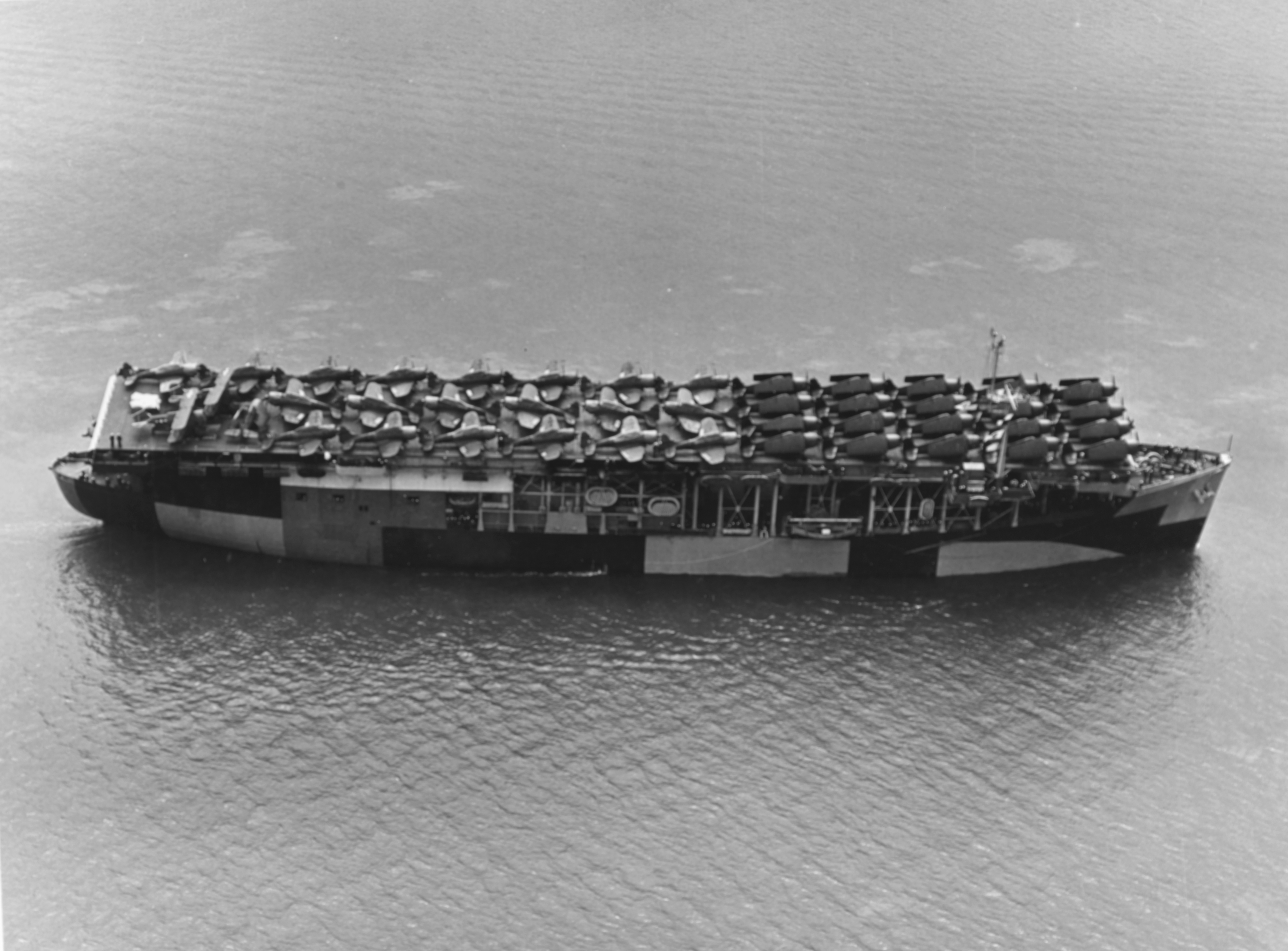
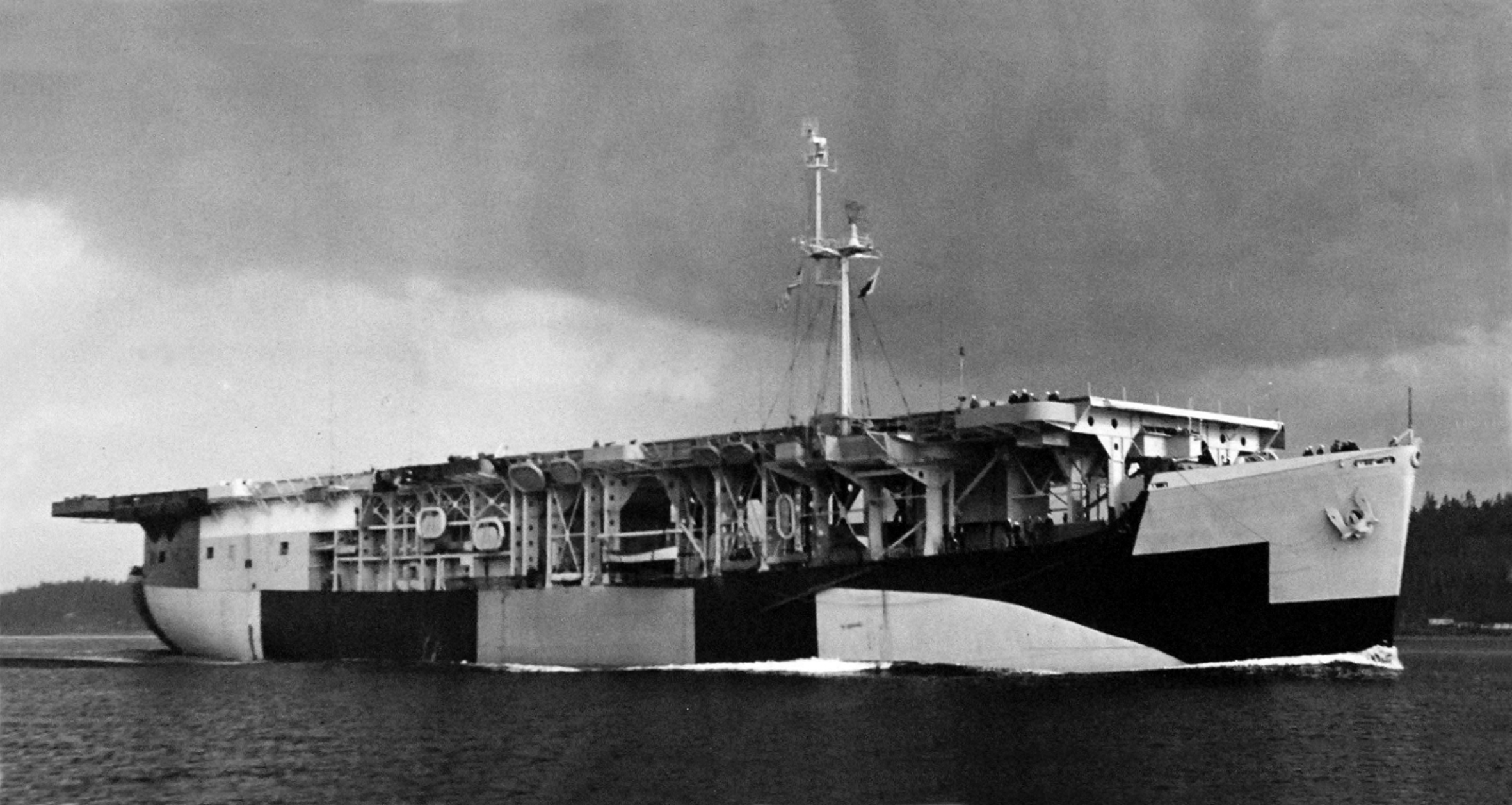
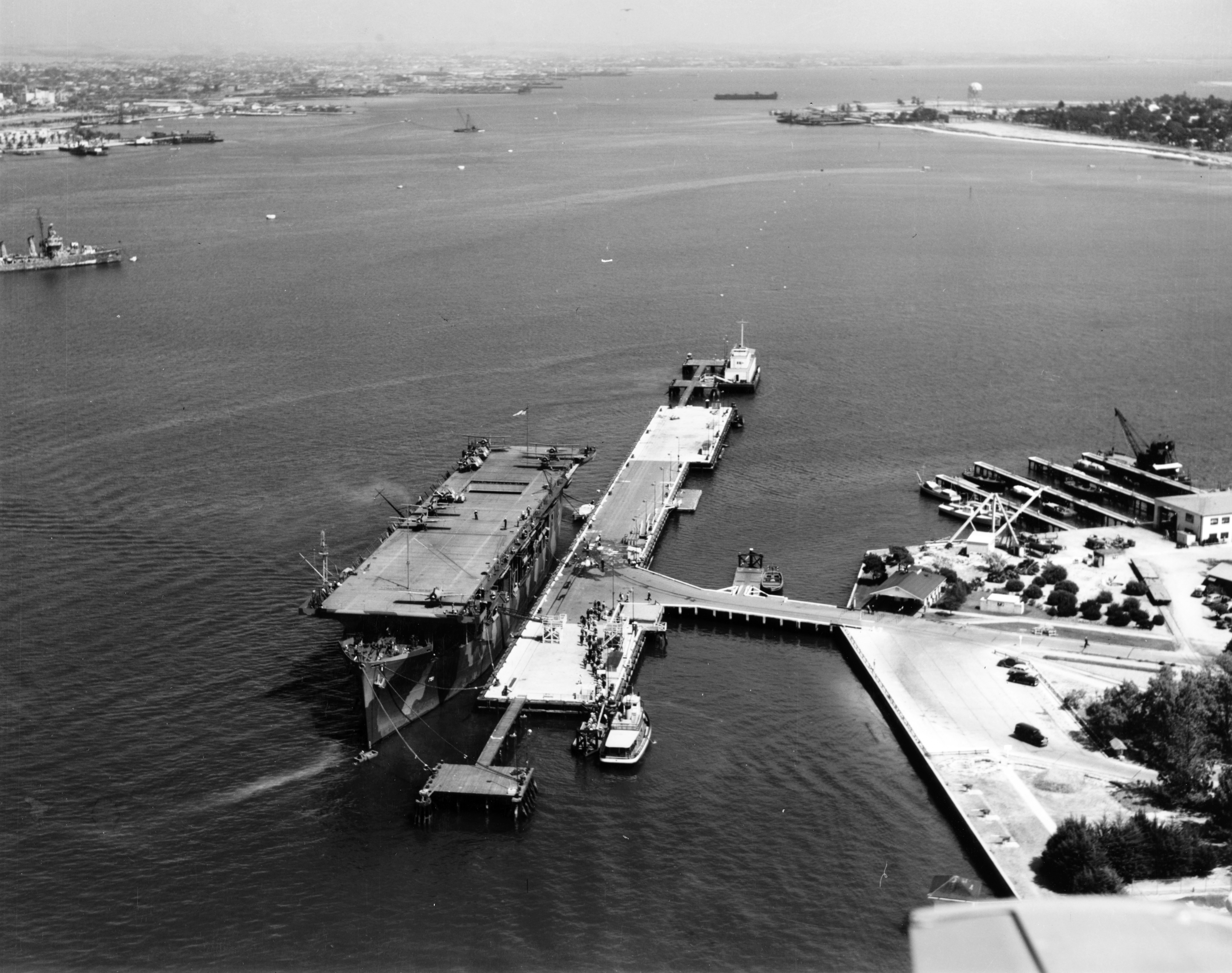
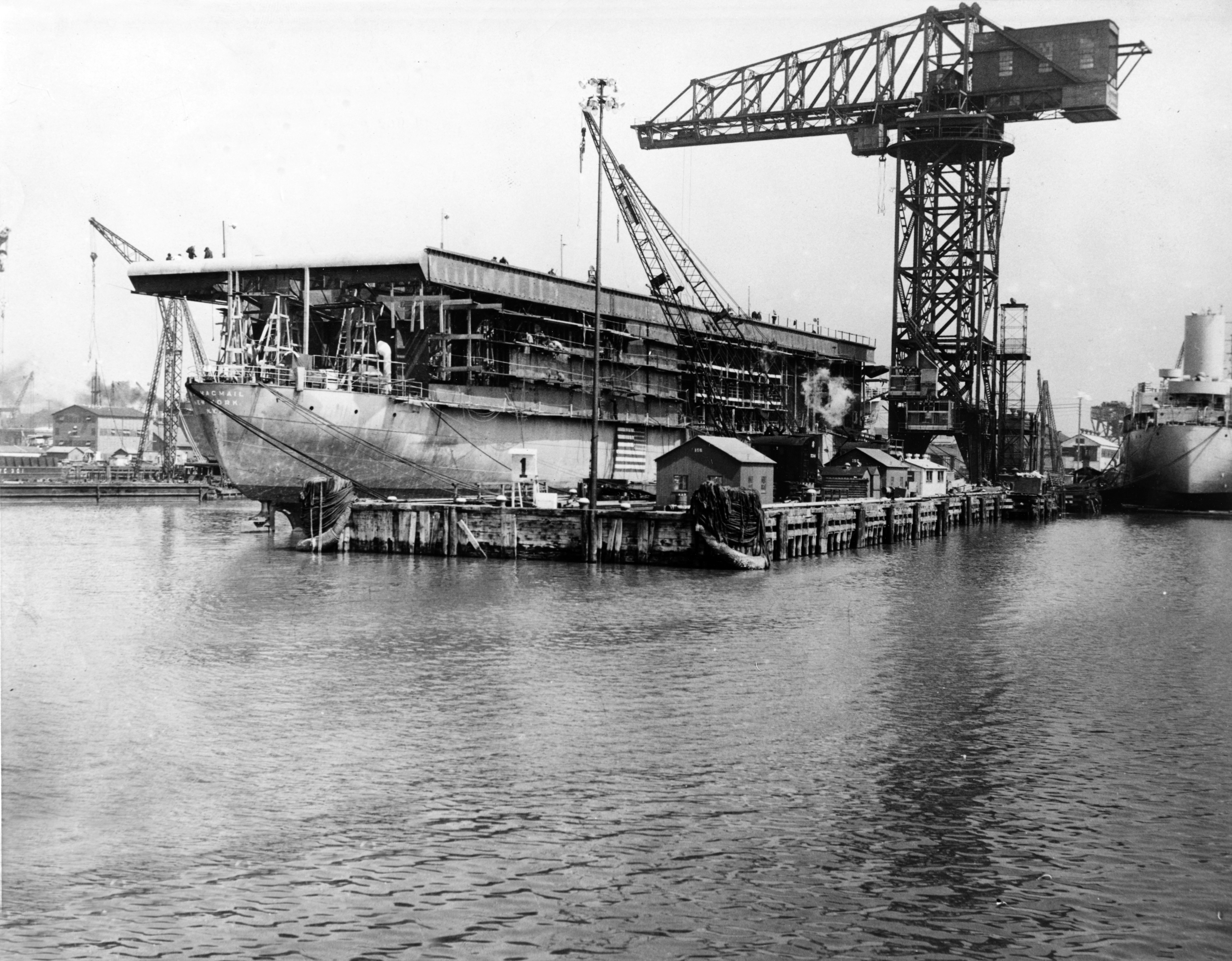
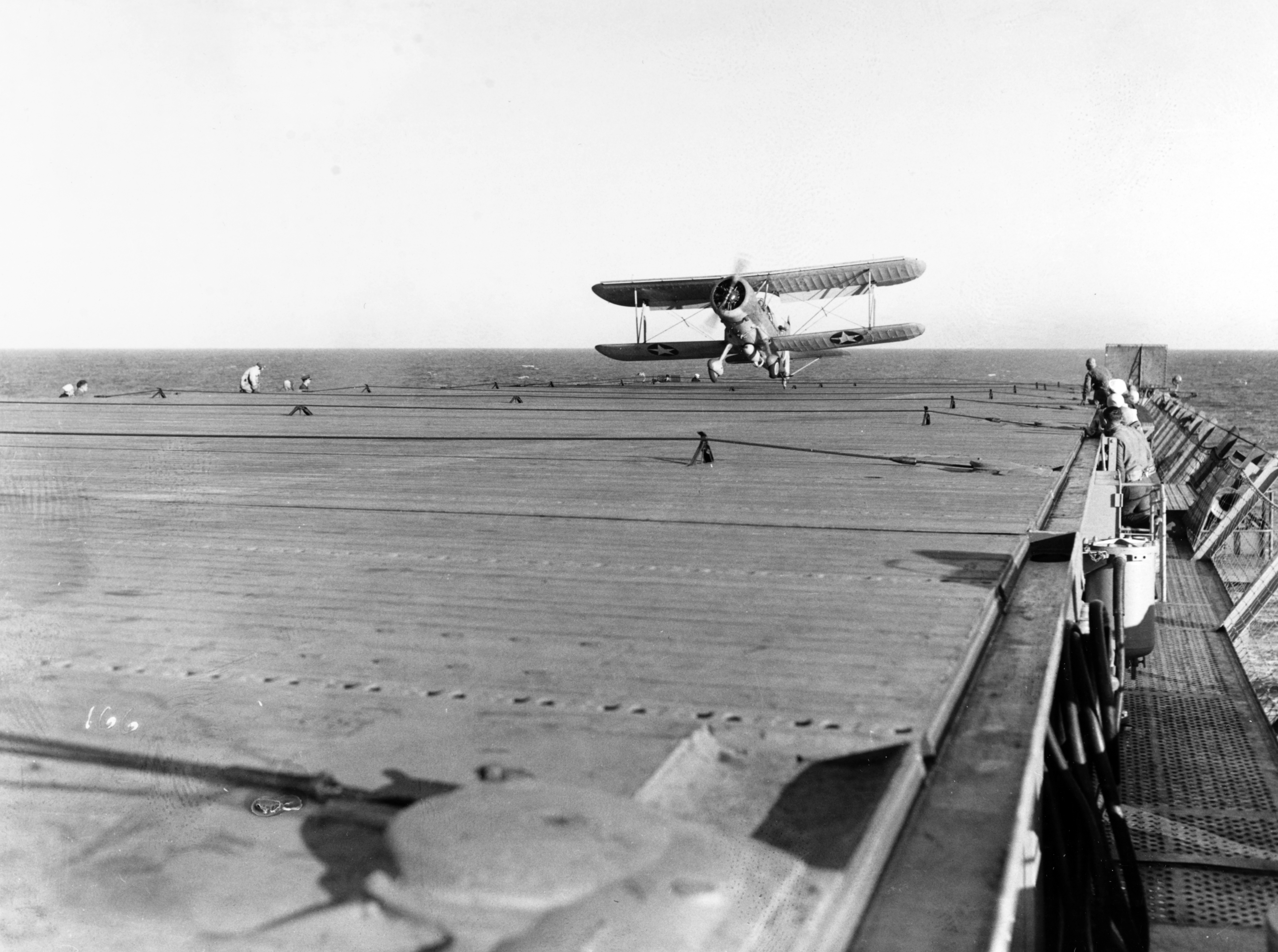
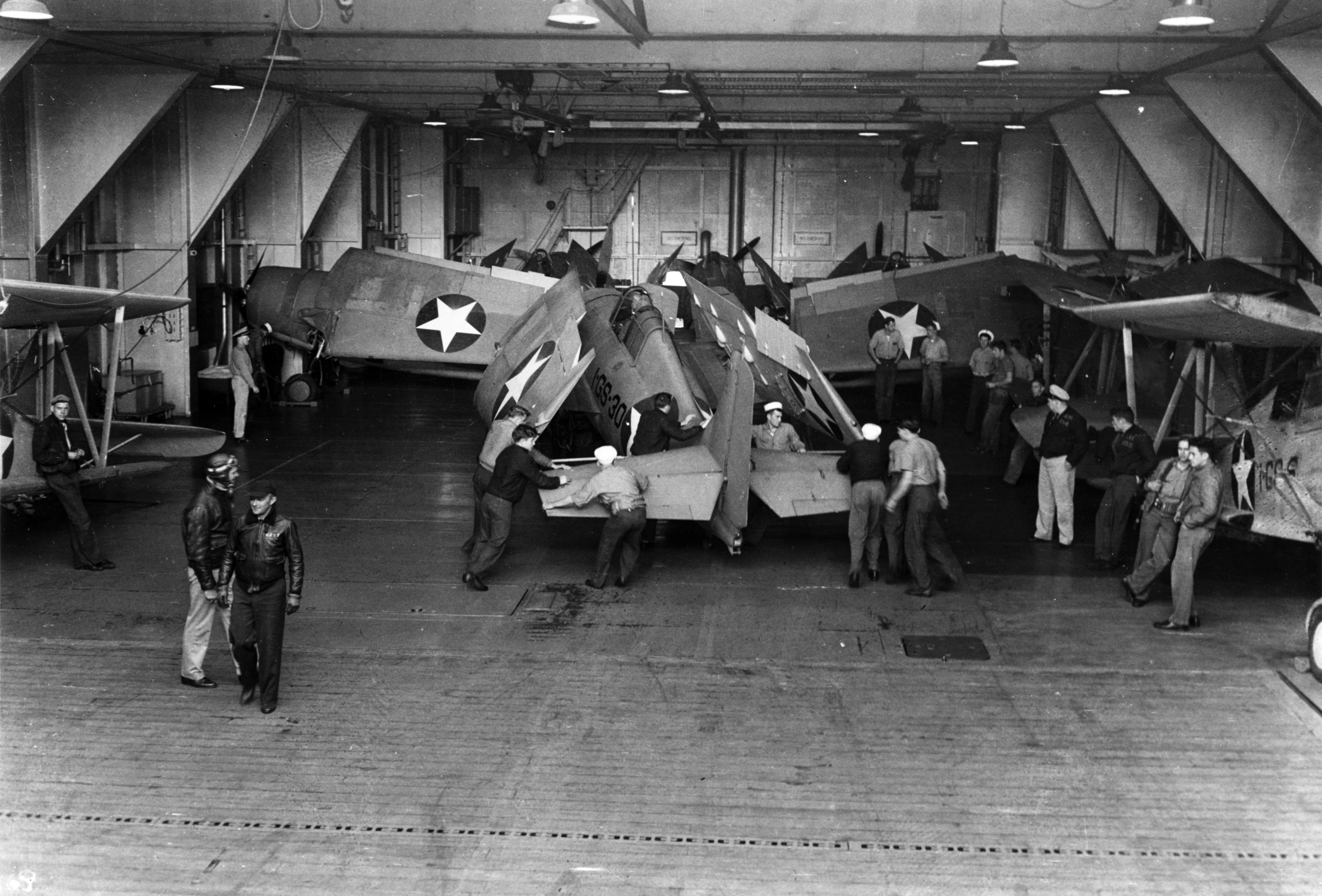